# Scarus maculipinna
Scarus maculipinna är en fiskart som beskrevs av Westneat, Satapoomin och Randall 2007. Scarus maculipinna ingår i släktet Scarus och familjen Scaridae. IUCN kategoriserar arten globalt som otillräckligt studerad. Inga underarter finns listade i Catalogue of Life.